# Vibraphon

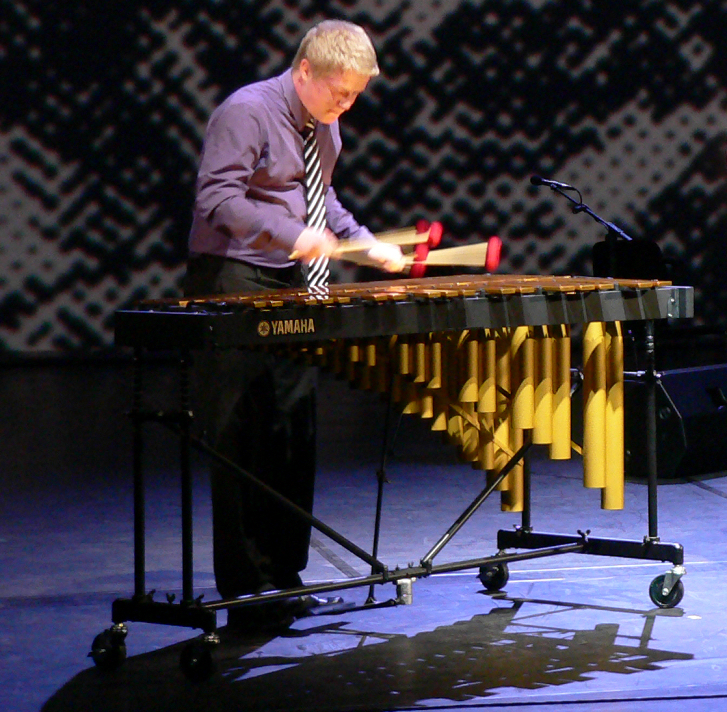
Spielen auf dem Vibraphon

Das  Vibraphon  oder Vibrafon, ein Metallophon (Schlaginstrument), ist eine Weiterentwicklung des Marimbaphons mit abgestimmten Metallplatten und einer elektrisch angetriebenen Einrichtung am oberen Ende von Metallresonatoren, die durch periodisches Schließen und Öffnen eines Deckels einen Vibratoeffekt erzeugt.

## Bauart
Das Vibraphon unterscheidet sich von der Marimba durch das Material der Platten, die aus einer harten Metalllegierung statt aus Holz bestehen. Die Platten sind wie bei allen Stabspielen im Bereich der Schwingungsknoten ihrer Grundresonanzfrequenz gelagert. Ihre Länge ist umgekehrt proportional zur Quadratwurzel der Grundresonanzfrequenz. Das Stimmen ist nur im Werk erforderlich und geschieht durch Beschleifen, wobei durch Verringern der Masse oder der Steifigkeit höher oder tiefer gestimmt werden kann.

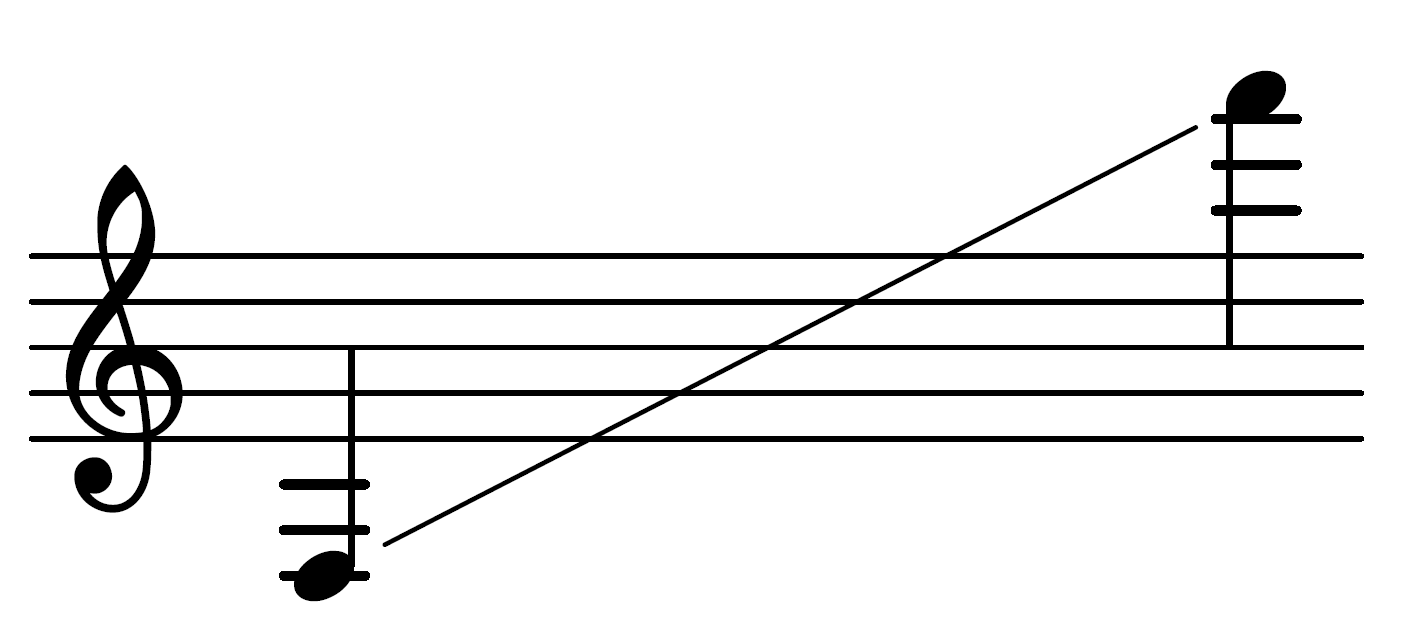
Standardmäßiger Tonumfang eines Vibraphons

Das Vibraphon wird mit Schlägeln (Mallets) angeschlagen. Deren oberes Ende mündet in einem Gummikopf, dieser besteht – je nach gewünschtem Klangergebnis – aus blankem Gummi oder hat eine Umwicklung mit Schnur oder mit Garn. Der Tonumfang umfasst üblicherweise drei Oktaven von f bis f3. Es wird klingend im Violinschlüssel notiert. Unter den Platten hängen gestimmte Resonanzröhren zur Verstärkung des Klangs. Bei einigen Vibraphonen sind diese unter den hohen Tönen aus optischen Gründen verlängert. Innen sind sie aber unterteilt, um die akustisch richtige Länge zu erhalten.

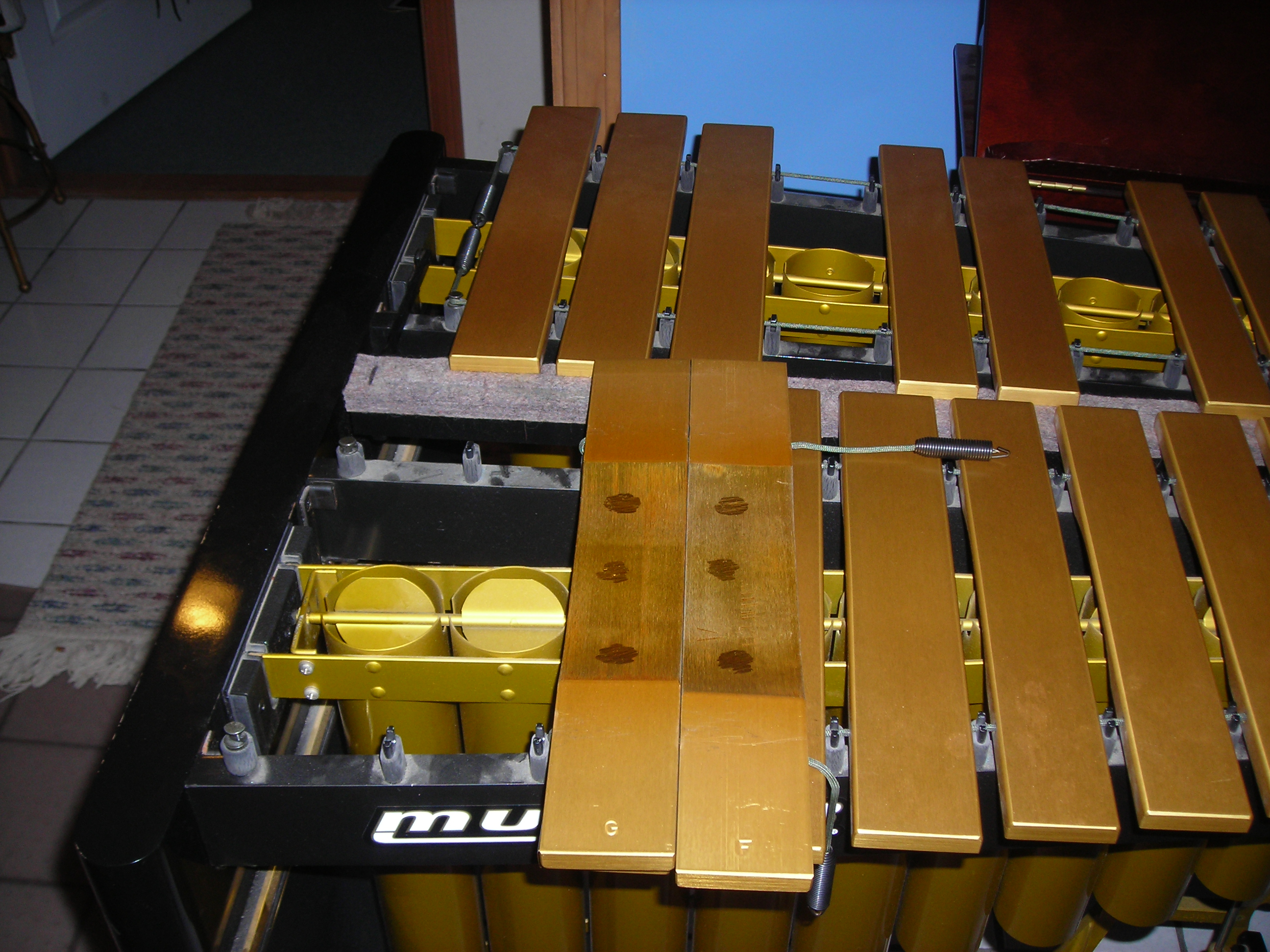
Einige Klangplatten abgenommen: Blick in die Röhren mit den Vibrato-Scheiben

Ein Vorläufer des Vibraphons mit beweglichen Röhren wurde 1916 in den USA von Hermann Winterhoff entwickelt und als „Steel Marimba“ patentiert. Die heute verbreitete Bauart mit rotierenden Metallscheiben über den Resonanzröhren entstand 1921 unter dem Namen „Vibraharp“. Am oberen Ende der Resonanzröhren drehen sich jeweils dünne runde Kunststoff- oder Metallscheiben, die auf einer gemeinsamen Welle angebracht sind und durch einen Elektromotor angetrieben werden. Durch die Rotation werden alle Resonanzröhren periodisch geöffnet und geschlossen, was dem Vibraphon je nach Drehgeschwindigkeit das charakteristische Vibrato verleiht. Die Vibratogeschwindigkeit ist meist regelbar. In Partituren wird sie gelegentlich angegeben oder es wird durch Anweisungen wie „ohne Motor“ oder „ohne Vibrato“ das Abschalten vorgeschrieben.
Im Gegensatz zu dem tonhöhenändernden Vibrato bei Streichinstrumenten (Änderung des schwingenden Teils der Saite) wird beim Vibraphon durch das Öffnen und Schließen der drehbaren Scheiben ein dynamisches Vibrato (eigentlich ein Tremolo) erzeugt, da die Länge der schwingenden Stäbe sowie der verstärkenden Resonanzröhren dabei nicht verändert wird.
Zudem kann über ein Pedal ein Dämpfer bedient werden, um ähnlich wie beim Klavier die Klangdauer zu regeln.

## Das Vibraphon im Jazz

### Swing
Das Vibraphon ist eines der klassischen Instrumente im Jazz. Die erste Aufnahme eines Vibraphons in einer Jazznummer machte Lionel Hampton im Jahre 1930. Während einer Aufnahme in den NBC-Studios in Los Angeles entdeckte Louis Armstrong ein Vibraphon und bat Hampton, es zu spielen. Hampton, dem das Instrument nach dem Prinzip des Xylophons bekannt war, versuchte es erfolgreich und machte in der Folge das Vibraphon als Jazzinstrument populär. Zur gleichen Zeit spielte bereits Red Norvo das Vibraphon als Soloinstrument im Jazz, machte aber erst 1933 bei Victor Young erste Aufnahmen auf dem Instrument. Während Norvo das Instrument pianistisch spielte, benutzte es der Bandleader Hampton phrasierend perkussiv, hinter sich die rhythmischen Riffs seiner Big Band.

### Modern Jazz
Milt Jackson wurde bereits 1939 von einem Lehrer auf das damals neue Instrument aufmerksam gemacht. Er experimentierte, bevor er einen dritten Zugang zum Instrument entwickelte, indem er weiche Schlägel („soft mallets“) entwickelte und spielte; außerdem reduzierte er die Drehgeschwindigkeit der Welle von 10 auf 3,3 Umdrehungen pro Sekunde. So entlockte er dem Vibraphon eine Ausdrucksstärke, die jenseits dessen lag, was die Instrumentenentwickler beabsichtigt hatten: „Das Vibrato, das ich auf diesem Instrument erreichte, war dem Vibrato sehr ähnlich, das ich als Sänger in meiner Stimme hatte. Das faszinierte mich – und ich gab das Singen und vier andere Instrumente auf, um mich auf dieses eine zu konzentrieren.“ Das Modern Jazz Quartet unter der gemeinsamen Leitung von Jackson und dem Pianisten John Lewis trug mit seinen Jazz-Interpretationen sehr zur Anerkennung des Vibraphons als Soloinstrument bei.

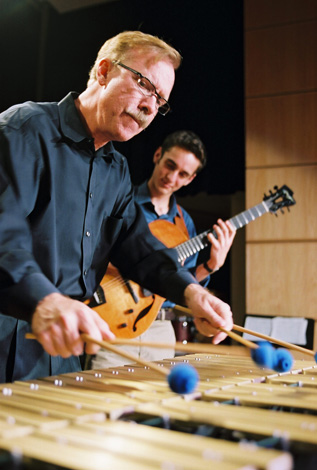
Gary Burton mit vier Schlägeln

Zur Generation Milt Jacksons gehören die Vibraphonisten Terry Gibbs, Teddy Charles, Victor Feldman, Manfred Burzlaff, später kamen der früh verstorbene Eddie Costa, Larry Bunker sowie Mike Mainieri. Dem Klangideal des 1961 verstorbenen Lem Winchester folgten Musiker wie Gary Burton, Tom van der Geld und Bobby Hutcherson, der das Vibraphonspiel revolutionierte und „nach 15 Jahren Milt Jackson-Herrschaft“ (Berendt/Huesmann) von dem Übervater des Instruments emanzipierte.
Bekannt geworden auch durch die nachhaltige Zusammenarbeit mit Legenden wie Chet Baker und Attila Zoller gehört der deutsche Vibraphonist Wolfgang Lackerschmid zu den bedeutenden Vertretern des Vibraphonspiels im Modern Jazz.

### Exotica
Der Percussionist Cal Tjader führte das Vibraphon in den Latin-Jazz ein und ist bis heute einer der musikalisch einflussreichsten Vibraphonisten.
Unter der Leitung von Martin Denny führte Julius Wechter das Vibraphon in die hawaiische Musik ein und prägte mit ihm den Musikstil „Exotica“, der in den 1950er und 1960er Jahren populär war. Daneben fand das Instrument in der Easy-Listening-Musik der 1960er Jahre seinen Platz und wird bis heute in Kompositionen vor allem für atmosphärische Klangwirkungen eingesetzt.

### Free Jazz
Die deutschen Jazzmusiker Gunter Hampel und Karl Berger setzen das Vibraphon seit Mitte der 1960er Jahre im Free Jazz ein. Hampel schuf in seinen verschiedenen Gruppen Klanggeflechte, indem er das Vibraphon mit Flöten sowie in hohen Lagen gespielten Saxophonen einsetzte.

## Das Vibraphon in der klassischen Musik
- Pierre Boulez: Le Marteau sans maître (1955) für Altstimme und sechs Instrumente, mit Vibraphon-Solo
- Alan Chan: Floes (2004) für Vibraphon
- Christopher Deane: Mourning Dove Sonnet (1986)
- Edisson Denissow: Konzert für Flöte, Vibraphon, Cembalo und Streicher (1993)
- Siegfried Fink: Concertino für Vibraphon und Streichorchester (1958/67/74; Milt Jackson gewidmet)
- Horst Lohse: Prélude (2005) für Bassklarinette und Vibraphon
- Darius Milhaud: Konzert für Marimbaphon, Vibraphon und Orchester op. 278 (1947)
- Luigi Morleo: Diritti: No Limit (2013). Konzert für Vibraphon und Streichorchester
- Fabian Müller: Konzert für Vibraphon und Orchester (2014)
- Jan Müller-Wieland: Konzert für Vibraphon und Orchester (1994)
- Florian Poser: St. Mountain, Concertino für Vibraphon und Orchester (1985/2000); Three Pictures, Concerto für Vibraphon und Orchester (1998); 3. Concerto für Vibraphon und Orchester (2006/2012)
- Emmanuel Séjourné: Konzert für Vibraphon und Streichorchester (1999)
- Karlheinz Stockhausen: Vibra-Elufa für Vibraphon; Strahlen (2002)
- Morton Feldman: Crippled Symmetry, für Piano/Celesta, Flöte(n), Vibraphone/Glockenspiel (1983)
- Morton Feldman: for Philipp Guston, für Piano/Celesta, Flöte(n), Vibraphone/Glockenspiel (1984)

## Ausbildung
Das Vibraphon wird den Schlaginstrumenten im Bereich der „Mallets“ zugeordnet. Somit gehört es zum musikalischen Studium an allen musikausbildenden Instituten (Musikhochschulen, Konservatorien, Akademien, Berufsfachschulen für Musik, …), die das Fach Schlagwerk anbieten. Das Studium endet an allen Instituten mit einer staatlichen Abschlussprüfung (Bachelor/Master). Einige Institute bieten die spezielle Ausbildung im Bereich Jazz an (Jazz-Institut Berlin–Universität der Künste Berlin/Julius Apriadi (zuvor David Friedman); Hochschule für Musik Nürnberg/Roland Neffe (zuvor Bill Molenhof); Hochschule für Musik Basel/Urs Wiesner, Escola Superior de Música e Artes do Espectaculo in Porto/Jeffery Davis).

## Auswahl von Jazzalben
- Chet Baker / Wolfgang Lackerschmid: Artists Favor (Aufnahmen von 1979 und 1987, veröffentlicht 2008)
- Karl Berger: Transit (Black Saint, 1986)
- Gary Burton: Who Is Gary Burton (RCA, 1962), Gary Burton & Keith Jarrett (Rhino, 1969/70)
- Teddy Charles: New Directions (OJC, 1951–1953)
- Eddie Costa & Bill Evans: Guys and Dolls Like Vibes (Verve, 1958)
- Walt Dickerson: To My Queen, Impressions Of A Patch Of Blue, This Is Walt Dickerson u. a.
- Victor Feldman: With Mallets a Fore Thought (VSOP, 1957)
- Lionel Hampton: Lionel Hampton with Oscar Peterson – Jazz Masters 26 (Verve Records, 1953/54)
- Bobby Hutcherson: Dialogue (Blue Note, 1965), Happenings (Blue Note, 1966), Oblique (Blue Note, 1967)
- Milt Jackson: Wizard of the Vibes (Blue Note Records, 1947–1952) mit Thelonious Monk
- Bobby Naughton/Leo Smith. Divine Love (ECM, 1978)
- Red Norvo: The Red Norvo Trios (OJC/Prestige Records, 1953/54) mit Tal Farlow, Jimmy Raney
- Cal Tjader: Cal Tjaders Greatest Hits (Fantasy, 1954–1975)
- Various Artists: Jazzclub Vibraphone (Verve-Records-Anthologie von 1944 bis 1970) mit Titeln von Hampton, Winchester, Gibbs, Norvo, Milt Jackson, Burton, Feldman, Tjader u. a.
- Kokotob (Taiko Saitō, Niko Meinhold & Tobias Schirmer): Flying Heart (Clean Feed, 2017)
- Simon Moullier: Isla (Fresh Sound, 2023, mit Luca Alemanno, Jongkuk Kim)